# لیوبینکا یانوکوویچ
لیوبینکا یانوکوویچ (انگلیسی: Ljubinka Janković؛ زادهٔ ۲۳ سپتامبر ۱۹۵۸) بازیکن هندبال اهل یوگسلاوی بود.